# مايك سيمبسون (لاعب كرة قدم أمريكية)
مايك سيمبسون (بالإنجليزية: Mike Simpson)‏ هو لاعب كرة قدم أمريكية أمريكي، ولد في 13 مارس 1947 في مينا في الولايات المتحدة.

## وصلات خارجية
- مايك سيمبسون على موقع مرجع كرة القدم المحترفة.كوم (الإنجليزية)
- مايك سيمبسون على موقع JustSportsStats.com (الإنجليزية)